# Wda (województwo pomorskie)

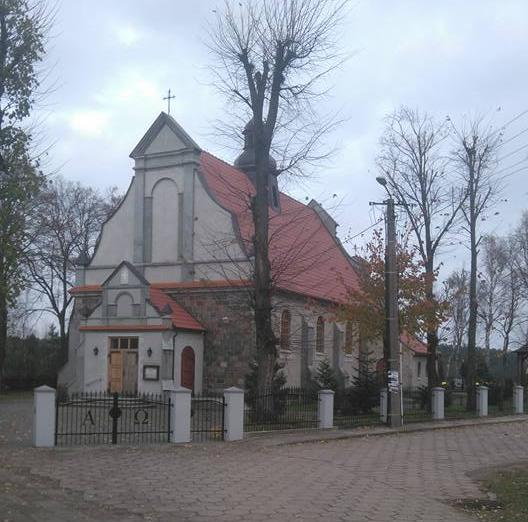
Kościół pw. Najświętszego Serca Pana Jezusa

Wda – wieś kociewska w Polsce położona w województwie pomorskim, w powiecie starogardzkim, w gminie Lubichowo na północnowschodnim skraju Borów Tucholskich nad Wdą i na trasie szlaku kajakowego rzeki Wdy. Wieś jest siedzibą sołectwa Wda w którego skład wchodzi również osada Wdecki Młyn.
W latach 1975–1998 miejscowość administracyjnie należała do województwa gdańskiego.

## Części wsi
| SIMC    | Nazwa   | Rodzaj    |
| ------- | ------- | --------- |
| 0166769 | Pawelec | część wsi |

## Historia
Nazwa wsi pochodzi od nazwy rzeki Wda. Wda występowała często w dokumentach krzyżackich (pod nazwą Bda, Bdo lub Wodda). W II połowie XVI w. należała do powiatu tczewskiego. Dokument dotyczący znajdującej się w niej karczmy pochodzi z 1609 roku. W latach potopu szwedzkiego Wda została niemal doszczętnie zniszczona, następnie do 1677 odbudowana. W 1664 roku wieś wraz z Bukowcem miała charakter folwarczny, należała do starostwa gniewskiego. W folwarku znajdowały się: dwór z kaplicą, łazienka, mieszkanie dla podstarościego, stary browar, uprzywilejowana karczma, stodoła, stajnia i spichlerz, oraz młyn wymagający renowacji. W 1692 roku znajdowały się w niej 2 karczmy oraz agencja pocztowa skontaktowana z agencjami w Skórczu i Lubichowie. Wojna północna zahamowała rozwój wsi, aż do połowy XVIII wieku.  
W 1772 roku w wyniku I rozbioru Polski, Wda znalazła się w granicach Królestwa Pruskiego, wieś liczyła wtedy około 140 mieszkańców katolickich. W 1830 roku w wyniku wprowadzonego przymusu szkolnego przez pruskie władze, została zbudowana szkoła, ponieważ ośrodek w Zelgoszczy nie był w stanie pomieścić dziatwy. W 1893 roku wieś należała do powiatu starogardzkiego i parafii Czarnylas, znajdowały się w niej: placówka pocztowa, trzyklasowa szkoła, dwie karczmy, 25 posiadłości włościańskich i 32 zagrody. W listopadzie 1906 roku uczniowie ogłosili strajk - podarli niemieckie podręczniki i kartkami zarzucili stawek pośrodku wsi.  
W latach I wojny światowej rosyjscy jeńcy wojenni wybudowali szosę. Od marca 1919 roku, we wszystkich leśniczówkach stacjonowały konne oddziały Grenzschutzu, uzbrojone w karabiny i lance, liczące kilku lub kilkunastu żołnierzy. Wiadomo o starciu zbrojnym między oddziałami Grenzschutzu a Straży Ludowej z Mermetu które doszło na drodze z Wdeckiego Młyna do leśniczówki Lasek.  
Wda wróciła do Polski w 1920 roku i została przyłączona do gminy Lubichowo. W spisie majątków ziemskich wymieniany jest Otton Koschneider, który był prawdopodobnie ostatnim jej właścicielem. W tym okresie zaczęto używać określenia "kozi rynek" na zachodnią część wsi, gdzie było mnóstwo kóz, jednak sama wieś była biedna. Z inicjatywy czarnoleskiego proboszcza Alojzego Łaskiego w latach 1924-1926 we Wdzie wybudowano kościół. 4 maja 1924 roku z upoważnienia biskupa chełmińskiego Augustyna Rosentretera, ksiądz Infułat Juliusz Barkowski dokonał uroczystej benedykcji kościoła, a pierwszym kuratusem został ustanowiony ks. Jan Chabowski, parafia (kuracja) została erygowana z parafii Czarnylas. W 1928 roku wieś zamieszkiwało 629 osób, znajdowały się w niej Bractwo Straży Honorowej (118 członków), Trzeci Zakon św. Franciszka (39 członków) oraz Stowarzyszenie Młodzieży Katolickiej (71 członków), do trzyklasowej szkoły uczęszczało ponad 113 uczniów katolickich. 
3 września 1939 wieś została zajęta przez Niemców. Ówczesny dyrektor szkoły Franciszek Sagan, został rozstrzelany przez Hitlerowców w Szpęgawsku. Ci próbowali zabić także kuratusa parafii ks. Klemensa Ponka, któremu jednak udało się zbiec. Naziści zmienili nazwę miejscowości na "Waldau"/"Wedau" oraz zorganizowany został posterunek Schupo. Jego komendant Wilhelm Ruge, kierował śledztwem (20-22 IX 1944 r.) skierowanym przeciwko mieszkańcom Ocypla z powodu zabicia tam inspektora policji kryminalnej i szef tczewskiego Gestapo, Hauptsturmfürhrera SS Adolfa Leistera, którego dokonali żołnierze podziemia. Śledztwo zakończyło się rozstrzelaniem ponad 20 osób w Ocyplu.  
W lutym 1945 roku Sowieci zbombardowali szkołę w której chronili się Niemcy, a wieś kilkakrotnie przechodziła z rąk do rąk, podczas przeprawy wojsk radzieckich. Około 60% jej zabudowań legło w gruzach: szkoła, znaczna część domów oraz neobarokowy kościół. Na polu walki pozostały w miejscowości 4 czołgi. Została ona wyzwolona 4 marca 1945 roku, a poległych żołnierzy radzieckich ekshumowano w 1948 r. z miejscowego cmentarza na cmentarz zbiorczy w Lubichowie.  
W 1948 roku odbudowano most drewniany na rzece Wdzie oraz szkołę. Wieś została całkowicie odbudowana w latach pięćdziesiątych. Zorganizowano zlewnię mleka. Dnia 23 grudnia 1959 roku miejscowość otrzymała światło elektryczne. Na początku 1965 roku uruchomiono klubokawiarnię „Ruch”, która działała do lat osiemdziesiątych, kiedy została zamknięta na rzecz placówki Poczty Polskiej. Na początku lat 80. założono sklep samopomocy chłopskiej, który działał do 2006 roku.  
W 2004 roku z powodu niskiego przyrostu demograficznego zamknięto szkołę we Wdzie. W latach 2009–2011 korzystając z Europejskiego Funduszu Rozwoju Regionalnego przebudowano drogę powiatową nr 2732G od Drewniaczek do Ocypla, na trasie której znajduje się miejscowość Wda. W lipcu 2012 roku na trasie z Wdy do Ocypla przeszła trąba powietrzna, niszcząc fragment lasu. 11 lutego 2015 roku reaktywowano Ochotniczą Straż Pożarną. W 2017 roku rozpoczęto przebudowę drogi z Lubichowa do Wdy.